# Autorenschmuck

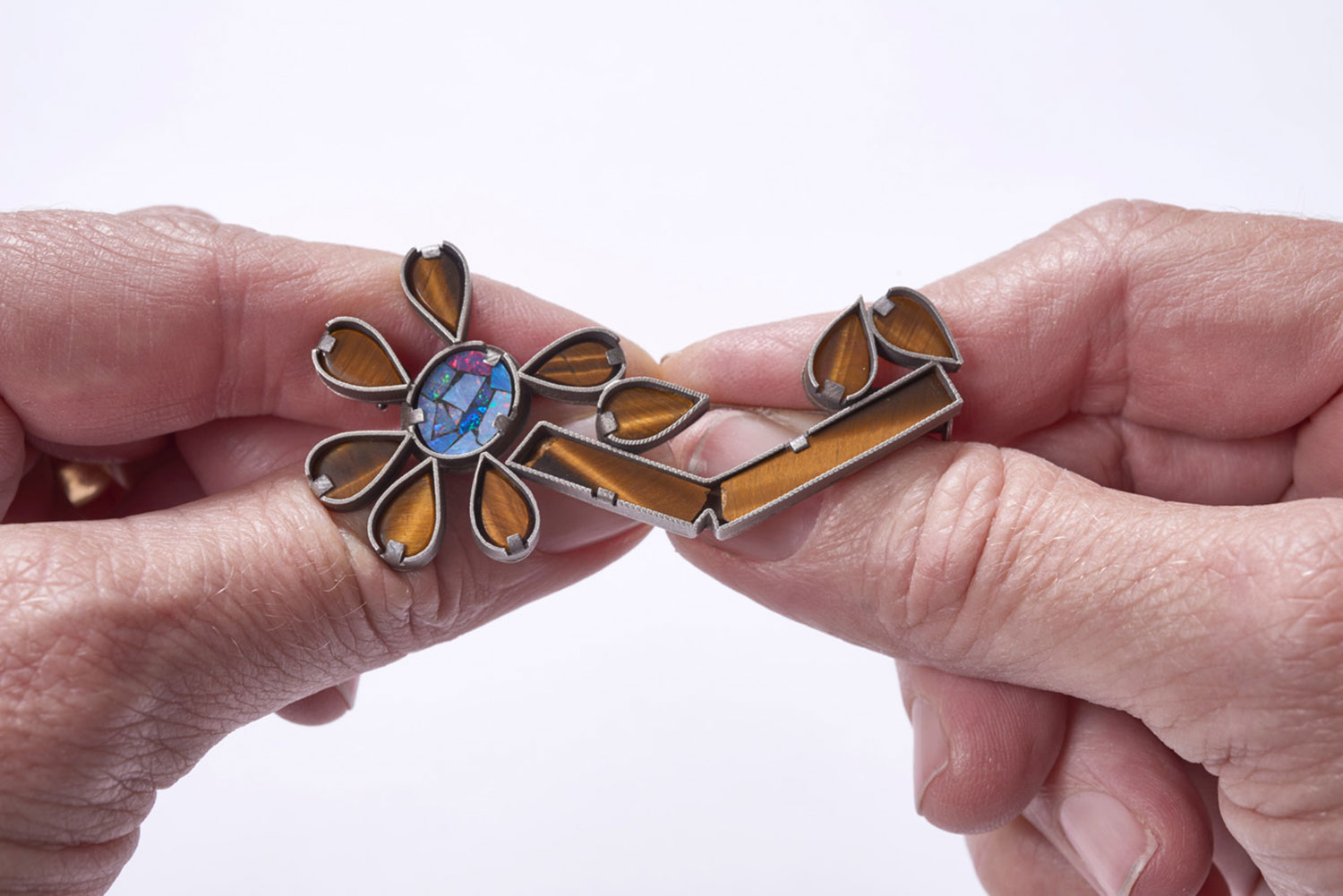
Autorenschmuck von Helen Britton

Als Autorenschmuck wird Schmuck bezeichnet, der mit künstlerischer Absicht angefertigt wurde. Es handelt sich häufig um Unikate, es sei denn, das Serielle ist Teil der künstlerischen Aussage. Weitere mögliche Bezeichnungen für diese Art des Schmucks sind „author jewellery“, „Neuer Schmuck“, „Schmuckkunst“, „zeitgenössischer Schmuck“, „gioiello d ́autore“ bzw. „bijou d ́auteur“.

## Geschichte
Der Autorenschmuck ist ein relativ junges Phänomen, durch welches die seit der Renaissance bestehende Grenze zwischen Kunst und Nicht-Kunst verwischt und überschritten wird. An der Schnittstelle von bildender Kunst und Kunsthandwerk bzw. Goldschmiedehandwerk entwickelte er sich in Europa im Laufe der 1960er Jahre. Für die USA werden die 1940er Jahre als Entstehungszeit des Autorenschmucks angegeben. Als Vorläufer gelten Arbeiten wie die des Jugendstil-Goldschmieds René Lalique.
Die 1960er Jahre waren eine Zeit, in der viele Kunstschaffende ihre Kunst als Grenzüberschreitung praktizierten, so in der Land Art, der Konzeptkunst oder der Body-Art. In diesem  Klima kreativer Freiheit begannen einige Goldschmiede, ihre gestalterischen Ziele neu zu formulieren. In Europa entstanden in den Niederlanden, Großbritannien und den deutschsprachigen Ländern Zentren des Autorenschmucks, wie an der Gerrit Rietveld Akademie in Amsterdam, dem Royal College of Art in London und der Münchner Akademie der bildenden Künste. Außerhalb Europas wäre das Hiko Mizuno College of Jewelry in Tokio zu nennen.
Allgemeingültiges Ziel dieser Schmuckauffassung ist die gestalterische Freiheit. Dabei werden unter anderem Anregungen bei anderen Kunstgattungen wie Malerei, Skulptur und Konzeptkunst gesucht. In seinem Ergebnis ist der Autorenschmuck von den individuellen gestalterischen Handschriften geprägt. Der Autorenschmuck dient als ein künstlerisches Medium, um „personal motives, ideas and fascinations“ visuell auszudrücken.
Zu finden ist Autorenschmuck vor allem in darauf spezialisierten Galerien, seltener innerhalb von Kunstgalerien, ansonsten auch in Museen. Die Stellung des Autorenschmucks zwischen Kunst und Kunsthandwerk zeigt sich unter anderem darin, dass er innerhalb der jährlich im Frühjahr stattfindenden Kunsthandwerksmesse in München präsentiert wird.

## Form
Autorenschmuck besitzt oft ungewöhnliche Formen, die teilweise sperrig und im Alltag nicht tragbar sind. Als Materialien werden sowohl schmucktypische wie Edelmetalle und Edelsteine, aber auch unedle oder schmuckuntypische wie Gummi, Plastik, Schiefer, recycelte Materialien oder Muttermilch verarbeitet. Die Bearbeitungstechniken weichen dementsprechend vom traditionellen Goldschmiedehandwerk ab.
Die formale und symbolische Ästhetik dieser Schmuckstücke führt dazu, dass sie wie Kunstwerke rezipiert werden. Mit dem Autorenschmuck wird zudem versucht, das Verhältnis von Schmuckobjekt und menschlichem Körper zu erforschen. Statt also nur als schmückendes Beiwerk den sozialen Status des Trägers oder der Trägerin zu unterstreichen, ermöglicht der Autorenschmuck eine ästhetische Erfahrung, die zwischen seinem gleichzeitigen „Kunst-Sein und Schmuck-Bleiben oszilliert“.

## Sammlungen (Auswahl)
- Pinakothek der Moderne, München
- Stedelijk Museum, Amsterdam
- Tokyo Metropolitan Teien Art Museum, Tokio
- Design Museum, London
- Museum of Arts and Design, New York
- Museum für Kunsthandwerk, Frankfurt am Main
- Deutsches Goldschmiedehaus, Hanau
- Museum für Kunst und Gewerbe, Hamburg
- Designmuseum, Gent
- National Gallery of Victoria, Melbourne
- Schmuckmuseum, Pforzheim

## Vertreter
- Andrea Auer
- Giampaolo Babetto
- Gijs Bakker
- David Bielander
- Anton Cepka
- Warwick Freeman
- Karl Fritsch
- Hermann Jünger
- Otto Künzli
- René Lalique
- Suska Mackert
- Mikiko Minewaki
- Ted Noten
- Ruudt Peters
- Mario Pinton
- Karen Pontoppidan
- Dorothea Prühl
- Tone Vigeland
- David Watkins
- Annamaria Zanella
- Christoph Zellweger